# 圣兰德里堂区
聖蘭德里堂區（英語：St. Landry Parish）是位於美國路易斯安那州中南部的一個堂區，中間被伊比利亞堂區分成兩份。面積2,432平方公里。根據美國2000年人口普查，共有人口87,700人。治所奥珀卢萨斯。
成立於1807年3月31日。堂區名來自巴黎的兰德里。